# Phumosia victoriae
Phumosia victoriae är en tvåvingeart som beskrevs av Zumpt och Stimie 1965. Phumosia victoriae ingår i släktet Phumosia och familjen spyflugor. Inga underarter finns listade i Catalogue of Life.